# 北京体育大学

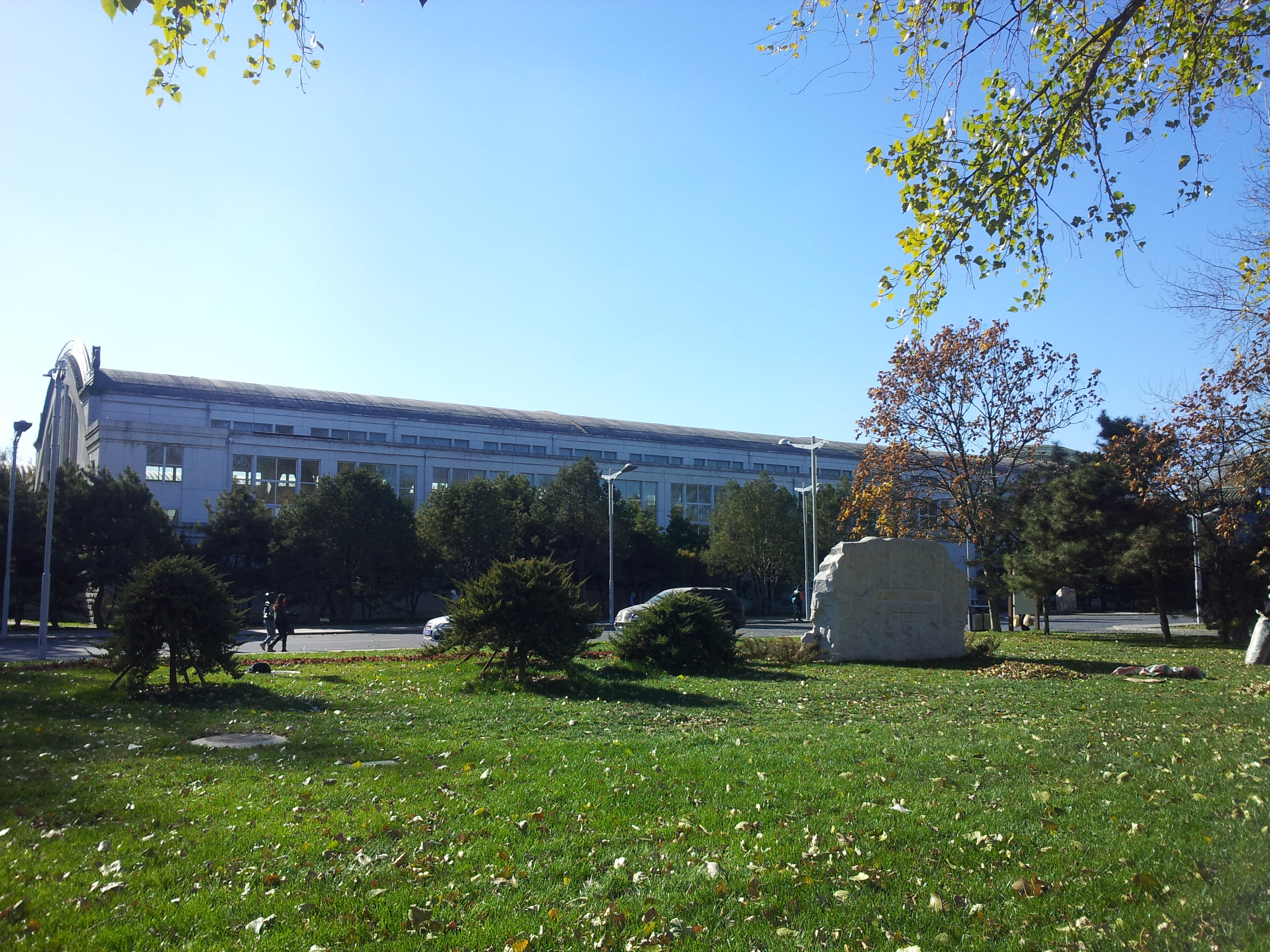
北京体育大学

北京体育大学（ぺきんたいいくだいがく、英語: Beijing Sport University (BSU)）は、中華人民共和国北京市にある国立大学である。1952年に中央体育学院として開設、1956年に北京体育学院に改称、1993年に北京体育大学に改称した。国家体育総局直轄の国家重点大学であり、中華人民共和国教育部により双一流大学（211工程から統合）に指定されている。